# Chasab
Chasab (arabsky خصب‎) je město v ománské exklávě Musandam. Je správním střediskem Musandamského guvernorátu. Od hlavního města Maskatu jej dělí 500 km, kvůli své poloze a vzdálenosti od zbytku Ománu je přezdíván Arabské Norsko. Chasab byl vystavěn Portugalci na počátku 17. století, tedy v době vrcholu portugalské moci v této oblasti. Chasab je před povodněmi chráněn třemi velkými přehradami.
Pozemní přístup do Chasabu byl fakticky nemožný do doby vybudování moderní přímořské silnice, která umožňuje rychlý přístup do a ze Spojených arabských emirátů. Chasab se poté stal oblíbeným víkendovým místem pro občany SAE. Nová silnice rovněž zpřístupnila vesnici Tawi, kde mohou být spatřeny pravěké malby lodí, zvířat a bojovníků na stěnách v blízké hoře.
Chasab má dobrou pozici pro obchodování, díky blízkosti k Íránu. Íránci do Chasabského přístavu dováží ovce a kozy, odkud jsou tato zvířata v kamionech transportována do SAE a Saúdské Arábie.